# Trichosea ainu
Trichosea ainu är en fjärilsart som beskrevs av Alfred Ernest Wileman 1911. Trichosea ainu ingår i släktet Trichosea och familjen Pantheidae. Inga underarter finns listade i Catalogue of Life.